# Szombathely villamosvonal-hálózata
Szombathely villamosvonal-hálózata egy magyarországi 1000 mm nyomközű villamos üzemű hálózat volt, amelyet Budapest és Pozsony után harmadik magyar városként Szombathelyen 1897. június 4-én indított a Vasvármegyei Elektromos Művek Rt. a szombathelyi vasútállomás régi épülete és a Püspöki Iskola között, később meghosszabbítva a Vasútállomás és a Kálvária között. A hálózat működését 1974. augusztus 20-án függesztették fel.
A villamoshálózat megszűnése óta több kezdeményezés is indult az újraindításra, komolyabban a 2009-es városi területrendezési koncepció keretében, majd a 2019-es magyarországi önkormányzati választások során vetődött fel az ötlete.

## Története
Szombathelyen a villamosvasút létesítését 1895-ben határozták el, de előtte 1894 szeptemberében már kaptak előmunkálati engedélyt a villamosvasút építésével foglalkozó szakemberek. A leendő villamos útvonalát Kliegl József mérnök tervezte meg. A minisztérium 1896. december 5-én adta meg az engedélyt a szombathelyi villamosvasút üzemeltetésére és megépítésére. Az építési munkálatokat 1896. december 10-én kezdték el. A közúti vasutat a Vasvármegyei Elektromos Művek Rt. (VEMRt) építette ki, az üzemet az 1897-ben megépült ikervári vízerőmű kapacitására alapozva. A villamosvonalat a régi pályaudvari épület és a VEMRt. telepén található kocsiszínig és áramátalakító telepig építették ki, 1000 mm-es nyomtávval, Phoenix-sínekkel. A vonal hossza így kezdetben 1,6 km lett.
Az üzembevétel, a munkálatok megkezdésétől számítva fél év múlva, 1897. június 4-én történt meg, három motorkocsival és 10 alkalmazottal. Budapest és Pozsony után Szombathely lett a harmadik magyarországi város, ahol ekkoriban villamos közlekedett. A Széll Kálmán utca végében álló régi állomás fogadóépületével szemben, az utca tengelyében volt a villamos egyik végállomása. A megépült első, 1640 méteres vonalszakasz másik végállomása a Püspöki Iskola épülete előtt volt, elágazással a remíz felé. (A Kiskar utcai szakasz végén volt a remíz és az áramátalakító, a villamost üzemeltető Vasvármegyei Elektromos Művek Rt. (VEMRt.) Kossuth Lajos utcai telepe. Itt a telephelyen épült fel a kocsiszín, a Thököly utcai kapunál volt a bejárata. Később az ÉDÁSZ telephelye lett.)
1899. november 15-én átadták az Óperint és 1900. április 12-én a Kálvária utcai szakaszokat. A végállomás a Kálváriánál volt, mellette a város leglátogatottabb sétakertjével a Szent István parkkal. 1900-ban bővítették a járműállományt is két új motorkocsival és két új pótkocsival. 1902 telén már villamosárammal fűtötték a szombathelyi villamosokat, amely még Európában is ritkaságnak számított, később a villamosok fűtését takarékossági okokból megszüntették. 1903. december 18-ától a pályaudvar új, 1901-ben elkészült felvételi épületéig hosszabbították meg az útvonalat. Ezt a kis szakaszt 1904. január 8-án adták át, így a villamos végállomása a pályaudvar mellé került. 1913-ban építették meg a Fő téren a kitérőt, az egy vágányon és a két végállomás felé haladó villamosok itt kerülték ki egymást. 1915-ben a Kálvária utca végén átadták az új remízt, ami műhelyként és várócsarnokként üzemelt, ezzel az eredeti Nagykar utcai vonalszakaszt valószínűleg felhagyták, ami a korábbi remíz felé vezetett. Kezdetben évi 2-300 ezer embert szállított a szombathelyi villamos, ám 1916-ban már egymilliónál is több utasa volt. Az 1970-es években évente több, mint hétmillió volt az utasforgalma. A villamos 5 percenként közlekedett, keresztülszelte a korabeli várost. Megbízható volt, reggel 5 órától az utolsó budapesti vonat érkezéséig, 23:15-ig, vagy annak késése esetén a beérkezésig közlekedett. Három kitérőben kerülte egymást négy kocsi. Az egyvágányú pálya 7 vagy 14 perces ütemű közlekedést tett lehetővé. A két háború között komolyabb változás nem volt az üzemvitelben. Az 1945. március 4-ei szőnyegbombázás a járművekben szerencsére csak kisebb károkat okozott, de a vágányt, felsővezetéket több szakaszon kellett pótolni. Összesen 270 méternyi sínt, 785 méter munkavezetéket, 925 méter felfüggesztő huzalt építettek be a javítások során. A villamosközlekedés helyreállításához 10 oszlopot kellett pótolni, illetve a Széll Kálmán utcai Gyöngyös hidat is újjá kellett építeni.
A második világháború után, 1950-ben a város átvette az üzemet, Szombathelyi Villamosvasút Vállalat (SZVV) néven. 1951–52-ben bővült és lecserélődött a járműpark. Az 1–5 pályaszámú a kocsikat eredetileg 1920-as években gyártották. Ezeket a benzinmotoros sínautókat 1951-ben felújították és átalakították Szombathely részére villamos motorkocsiknak. A 6-os és a 7-es pályaszámú szombathelyi villamosok eredetileg pótkocsik voltak. Budapesten a Dózsa főműhelyben ezeket is átalakították és motorkocsiként 1952. december 21-én (Sztálin születésének évfordulóján) kerültek Szombathelyre. 1958 és 1963 között álltak forgalomba a Dózsa főműhelyben gyártott, nagyobb befogadó képességű (128 férőhelyes) és modernebb ikerkocsik. Előfordult, hogy csúcsforgalomban hármas szerelvényként egy ikerkocsi pár és egy szóló motorkocsi együtt közlekedett. A hatvanas évek elején a pályaudvar felvételi épülete mellől az Éhen Gyula tér közepére helyezték át a villamos végállomását. 1968-ban a villamos vonalán buszjáratot is indítottak, de akkoriban busszal kevesen utaztak, így a villamos még legyőzte a konkurenciát. Az 1960-as évek végén a Közlekedési- és Postaügyi Minisztérium rendelete értelmében szüntették meg fokozatosan a kisforgalmú vasútvonalakat és az egyvágányú villamosvasutakat is, ennek áldozata lett a szombathelyi villamos is. A korábbi bővítési tervek, miszerint a meglévő vonalat a Csitító, Kámon vagy a Jáki úti temető irányába is megvszerették volna hosszabbítani, nem valósultak meg. De készült körpályás kiegészítési terv is a már meglévő szakaszhoz a Semmelweis utca, Petőfi utca, Magyar utca, Gagarin utca, Jókai utca, Kálvária útvonal nyomán. A legnagyobb kiterjedése a szombathelyi villamosvasútnak 3116 méter volt.
A villamosüzem 1974. augusztus 20-án szűnt meg, bár mindvégig nyereséges volt. A 6-os pályaszámú volt az utolsó kocsi, amely végigjárta Szombathely villamosvonalát.

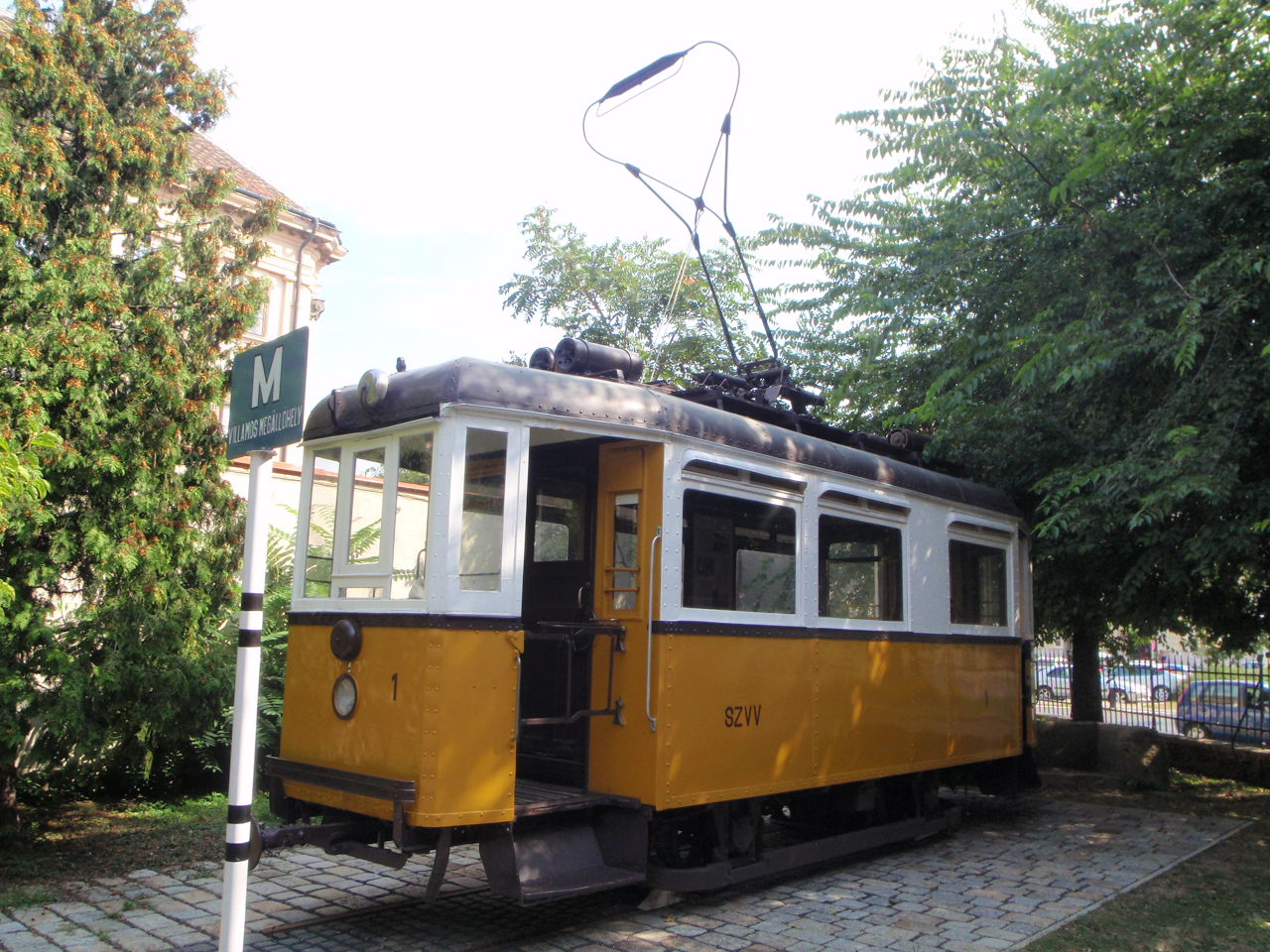
1. számú villamoskocsi a Smidt Múzeum kertjében

A villamos emlékét az 1-es számú villamoskocsi őrzi, amelyet 1997 és 2007 között a főpályaudvar előtt állítottak ki, majd a rongálások megelőzése érdekében áthelyezték a Smidt Múzeum kertjébe.

## Útvonala
Megállók: 
- Vasútállomás
- Nádasdy Ferenc utca
- Vörösmarty utca (ma '56-osok tere)
- MÁV Igazgatóság
- Anyák Boltja (ma Savaria-tér)
- Fő tér
- Megyei Tanács (ma Vas Vármegyei Önkormányzat)
- Szabadságharcos utca (ma Hollán Ernő utca)
- Evangélikus templom
- Táncsics Mihály utca
- Kálvária

| Kálvária felé |
| --- |
| Kálvária – Kálvária utca (Zsiray Lajos utca) – Óperint utca – Kiskar utca – Hollán Ernő utca – Berzsenyi Dániel tér (Széchenyi tér) – Széchenyi utca – Fő tér (Piac tér; Köztársaság tér) – Király utca (Bajcsy-Zsilinszky utca) – Széll Kálmán utca (Sztálin utca) – Vasútállomás (Éhen Gyula tér) |
| Vasútállomás felé |
| Vasútállomás (Éhen Gyula tér) – Széll Kálmán utca (Sztálin utca) – Király utca (Bajcsy-Zsilinszky utca) – Fő tér (Piac tér; Köztársaság tér) – Széchenyi utca – Berzsenyi Dániel tér (Széchenyi tér) – Hollán Ernő utca – Kiskar utca – Óperint utca – Kálvária utca (Zsiray Lajos utca) – Kálvária |

## Járművek

### Favázas kocsik

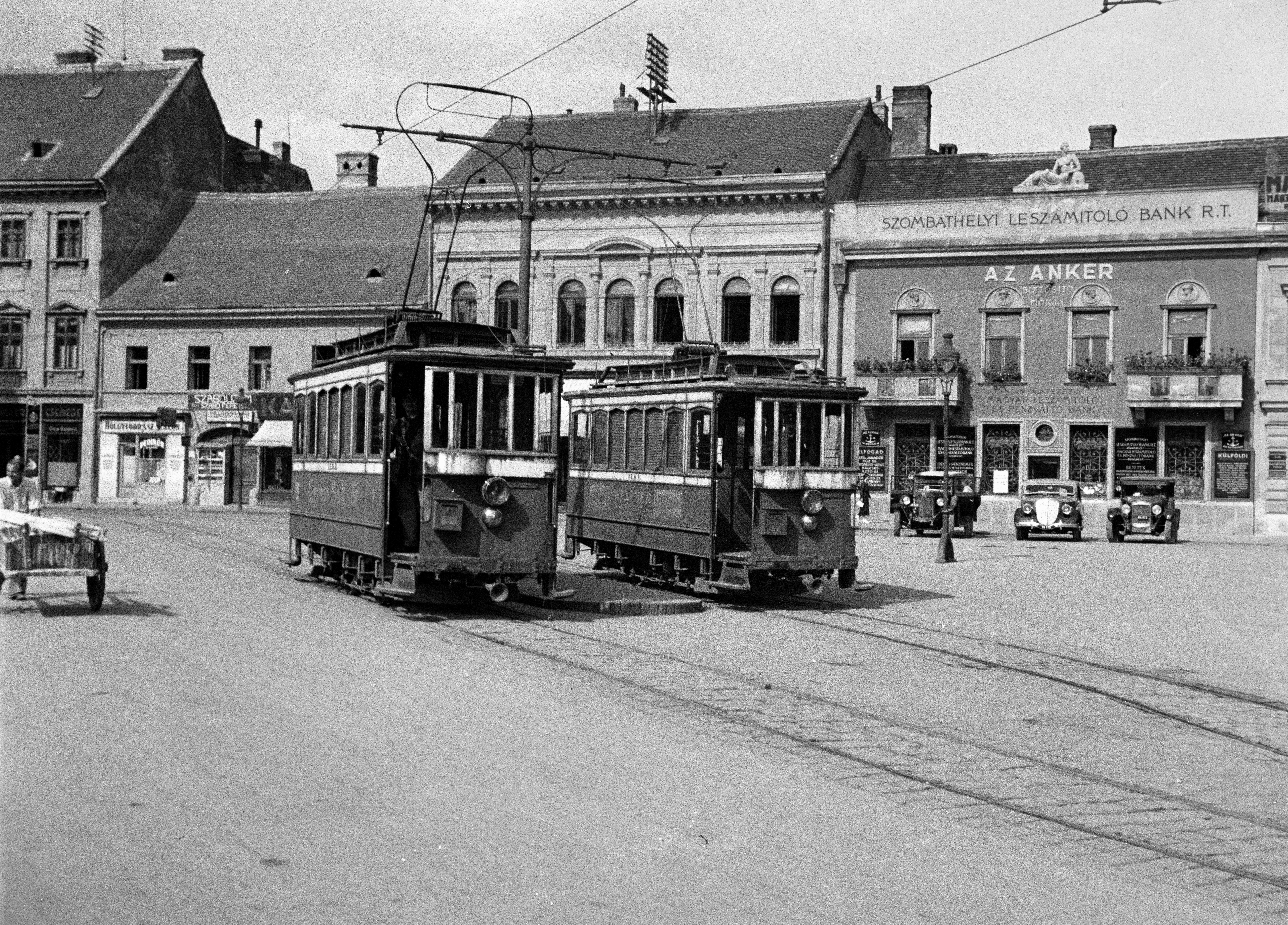
Favázas villamoskocsik 1933-ban a főtéri kitérőben

1897 és 1952 között közlekedtek Szombathely utcáin.
Az első három motorkocsit (1–3) a svájci Neuhausen am Rheinfall-i Schweizerische Industriegesellschaft építette, villamos berendezését a genfi Compagnie de l'Industrie Électrique et Mécanique szállította. 
Ezek a motorkocsik troliszedős kivitelűek voltak. Eredetileg nyitott peronúak voltak a kocsik, a járművek csak később kaptak zárt szélvédőt. Egy jármű a személyzeten kívül 18 ülő és 18 álló utast fogadott be. Ha az összes helyet elfoglalták, kitették a MEGTELT táblát, így újabb utasok már nem szállhattak fel.
1900-ban újabb két motorkocsit vásároltak, melyeket 1901-ben vehettek üzembe. A 4–5-ös motorkocsi kivitele megegyezett a korábbi kocsikkal, de ezúttal a gyártó már valószínűleg a Roessemann & Kühnemann volt. Ezek a villamosok már eleve zártperonosak lehettek. A kocsik különlegessége, hogy a homlokfalukon levélgyűjtőszekrény is volt.
1900-ban két nyitott pótkocsit is gyártott a Roessemann & Kühnemann újpesti gyára, melyek jellegzetes méretei megegyeztek a motorkocsikkal. A két pótkocsi 11–12-es pályaszámot kapott a VEMR-nél, ennek a két pótkocsinak a száma az 1920-as években 6–7-esre változott. A két pótkocsit 1901-ben vették üzembe, de valószínűleg még ugyanebben az évben át is építették őket zártszekrényű motorkocsivá.
Amikor 1950-ben átálltak a troliszedős üzemről a líraszedős üzemre, akkor a hét régi motorkocsit egyszerre, 1952. december 21-én vonták ki a forgalomból.

### Acélvázas kocsik
1951 és 1974 között közlekedtek Szombathely utcáin.

#### Szólóban közlekedő motorkocsik
Az 1–5 pályaszámú szombathelyi villamosok:
Már 1951-ben megérkezett az az öt kis villamos motorkocsi, melyeket az eredetileg benzinmotoros sínautónak gyártott kocsikból alakítottak át Budapesten, a Dózsa főműhelyben 1000 mm-es nyomtávolságúra, Szombathely részére. Egy-egy 37 LE-s Unió motorral szerelték fel őket. A Ganzban gyártott benzinmotoros sínautók csak nagyon rövid ideig közlekedtek Budapesten (1927–34 között), majd 1938–39-ig a HÉV Dunaharaszti és Ráckeve között használta őket. 1940-től a járművek motornélküli pótkocsik voltak Budapesten. A Szombathely számára kijelölt öt kocsiba beépített motorok eredetileg BKVT villamos motorkocsik alatt üzemeltek. A kocsik homlokfali ablakait is át kellett építeni nyithatóra, mivel a szedőkötelet itt is kívül vezették. A pótkocsiként használatba vétel előtt felszerelt légfékberendezést, ekkor leszerelték. Az 1950-es évek után a szombathelyi villamosvasúton üzemeltek Magyarországon egyedül egymotoros kocsik. Az ilyen kocsik vezetésének a jellegzetessége volt, hogy csökkentett sebességgel nem volt szabad haladni velük folyamatosan a motorok bekapcsolásával, az ellenállások túlmelegedése miatt. Ugyanis elmaradt a motorok szokásos soros-párhuzamos átkapcsolása. Ahol sebességkorlátozást írtak elő (pl. a Kiskar utca és a Hollán Ernő utca kanyarulatában) az egymotoros kocsikra előírták, hogy hányadik kontrollerfokozatig szabad a kocsit kapcsolni. A kétmotoros járműveknél (az ikerkocsiknál) ugyanezeken a helyeken a soros fokozatokon való haladást tették kötelezővé. A kocsik közül a 2-es és a 3-as pályaszámú összeütközött, ezeket 1963-ban selejtezték.
A maradék három volt sínautó a szombathelyi villamosvasút 1974-es megszüntetéséig üzemben maradt. Két sínautó maradt meg, az 1-es pályaszámú kocsi Szombathelyen van kiállítva.
Az 5-ös pályaszámú is Szombathelyen maradt, azonban ezt a BKV visszaszerezte, és a Fehér úti főműhelybe szállította. Helyreállítását tervezik motoros sínautóként.
A 6 – 7 pályaszámú szombathelyi villamosok:
1952-ben az FVV leállította az 5309-es és az 5310-es pótkocsikat (volt BKVT J típus). Ezeknek a szerkezetét a Dózsa főműhelyben átalakították: ötablakos acélvázas szekrényűek lettek, és 1000 mm-es tengelytávúra építették át. Még ebben az évben december 21-én Szombathelyre került ezek a járművek.
Ezek a motorkocsik is – a volt BSzKRt sínautókhoz hasonlóan – egy Unió motoros kivitelűek voltak, légfék nélkül. A két motorkocsi egészen a villamosvasút 1974-es megszüntetéséig közlekedett. Az utolsó villamos a 6-os pályaszámú kocsi volt, ami menetrend szerint végjárta az útvonalat.
A 6-os Grazba került, az ottani Maria Trostban lévő villamos-múzeumban volt félreállítva. 2003-tól a jármű Szentendrén, a Városi Tömegközlekedési Múzeumban került kiállításra. 
(A 7-es pályaszámú kocsi, Szombathely Olad városrészében egy ház kertjében áll.)

#### Ikerkocsis szombathelyi villamosok
Az ikerkocsik 2 x 12 ülőhellyel, és 2 x 52 állóhellyel rendelkeztek. Ez csúcsforgalomban kevésnek bizonyult, ezért ilyenkor egy ikerkocsi és egy szóló motorkocsi közlekedett együtt (hármas szerelvényként).
A szombathelyi ikerkocsik mindegyike 1974. augusztus 20-ig közlekedett. Az ikerkocsikból nem maradt, valamennyit elbontották.
A 11 + 12 pályaszámú szombathelyi ikerkocsi
Az acélvázasítások időszakában Szombathely számára is új 1000 mm-es nyomtávú ikerkocsikat gyártottak Budapesten, a Dózsa főműhelyben. Ezek a járművek rövidebb, háromablakos szekrénnyel rendelkeztek, de a kialakításuk őrizte a jellegzetes Füzesi főműhelyi formákat.

Az első két ikerkocsit 1958-ban gyártották és 1959-ben helyezték üzembe. Az első 11+12-es jármű mindvégig megmaradt eredeti kialakításában: nyitott peronos kertajtós kivitelű volt, ennek megfelelően az utastér fallal volt leválasztva a peronról.
A 13 + 14 pályaszámú szombathelyi ikerkocsi
A második 13+14-es pályaszámú ikerkocsi is eredetileg nyitott feljárós kocsi volt. Ezt a járművet tolóajtóssá építették át, azonban a tolóajtók rövidebbek voltak, a második lépcsőfokot nem takarták. Átépítése után is megmaradt az utasteret leválasztó peronelválasztó fal.
A 15 + 16 pályaszámú szombathelyi ikerkocsi
A harmadik 15+16-os pályaszámú ikerkocsit 1960-ban gyártották. Ezt már az acélvázasított szekrények továbbfejlesztéseként eleve tolóajtókkal látták el, egyben elhagyták az utasteret leválasztó falat, helyette a szokásos paravánfal maradt.
A 17 + 18 pályaszámú szombathelyi ikerkocsi
A 17+18-as ikerkocsit 1963-ban gyártották a Dózsa főműhelyben, az összeütközött 2-es és 3-as pályaszámú motorkocsi helyett. Ez az ikerkocsi lett az utolsónak gyártott új acélvázas jármű, amelyik a Füzesi főműhely által kialakított szekrényformával rendelkezett. Szombathely utolsó új beszerzésű villamos járműve volt. A kocsi szintén tolóajtós volt, ablakkeretei már lekerekítettek voltak. A homlokfali iránytáblatartó tüskék ezen a kocsin elmaradtak, amúgy Szombathelyen ilyen táblákat sosem alkalmaztak.

## Tervek a villamos újraindításáról
A 2009-es városi területrendezési koncepció keretében újra felvetődött a villamos pálya lefektetése. A tervek szerint 2 irányban 1 pályán épült volna meg a hálózat, de ez nem a régi útvonalon menne, hanem a külső lakótelepeket kötné össze a belvárossal, Olad és a vasútállomás között. A távlati tervekben a tram-train rendszer is szerepelt, hogy a villamos HÉV-ként is szolgálna, így a városból Kőszegre, Felsőpulyára, Felsőőrre vagy akár Rumra is villamossal lehetne utazni. A terv végül lekerült a napirendről, a későbbiekben a 2019-es magyarországi önkormányzati választás során jelent meg kampányelemként az ellenzék és a kormánypárti jelöltek ígéretei között egyaránt.

## Érdekességek
- A szombathelyi villamosokon sosem alkalmaztak homlokfali iránytáblát.
- Az első szombathelyi favázas villamosok zöld színűek voltak, Svájcban készültek. A vezetőfülke nyitott peronján állt a járművezető. A vezetőfülkét illetve a homlokfalat csak később üvegezték be. Villámhárítóval, kis kézifékkel is rendelkeztek a járművek. A villamosok elején postaládát is elhelyeztek. Később, az 1910-es években piros-fehér színűre festették őket, majd a '30-as évektől kezdődően citromsárga színt kaptak.
- A soproni villamoskocsik kialakítása megegyezett az itteni régi villamosokkal, és ugyanazt az átalakítást végezték ott is.
- A Microsoft Train Simulator programjához elkészült Szombathely villamosüzeme is.[9]